# Mar Vermelho (Sudão)
O Mar Vermelho (em árabe: al-Bahr al-Ahmar) é um estado do Sudão. Tem uma área de 218.887 km² e uma população de aproximadamente 740.000 habitantes (estimativa de 2007). A cidade de Porto Sudão é a capital do Mar Vermelho. É na capital deste estado que se encontra o mais importante porto sudanês no mar Vermelho.

## Distritos
O estado do Mar Vermelho tem quatro distritos:
|  | 1. Halayeb 2. Porto Sudão 3. Sinkat 4. Tokar |